# Уда-Валаве (національний парк)
Удавалаве — національний парк, розташований на межі провінцій Сабарагамува і Ува на півдні острова Шрі-Ланка, за 165 км від Коломбо.
Національний парк був створений для надання притулку диким тваринам, переміщеним внаслідок будівництва водосховища на річці Валаве, а також для захисту водозбірного резервуара. Він був заснований 30 червня 1972 року. Його площа становить 30 821 га. До створення національного парку, його територія використовувалася для підсічно-вогневого землеробства. Уда-Валаве є важливим середовищем існування для водоплавних птахів і шрі-ланкійських слонів. Парк має популярність у туристів і є третім за відвідуваністю парком в країні.

## Клімат
Уда-Валаве знаходиться на межі вологої і сухої зон Шрі-Ланки. Середньорічна кількість опадів у парку становить 1524 мм, більшість з яких припадає на місяці з жовтня до січня та з березня до травня. Середньорічна температура становить близько 29,4 °C, а відносна вологість повітря коливається від 70 до 82%.

## Екологія
У рельєфі парку в основному переважають рівнини, хоча є й гірські райони. На його території зустрічаються кілька видів савани: трав'яна, із рідкісними деревами; саванна — буш — що складається з густого колючого чагарнику; саванна, що переходить у ліс і долини, залиті водою. Невелика частина парку зайнята лісом. Місцевість навколо водосховища заболочена, а на території самого водосховища з води стирчать стовбури мертвих дерев, що нагадують про ліси, що росли тут до будівництва греблі. Загалом у парку мешкає 39 видів ссавців, 21 вид риб, 12 видів амфібій, 33 види рептилій, 184 види птахів (33 з яких є мігруючими) і 135 видів метеликів.

## Флора
В лісах Уда-Валаве ростуть такі різновиди дерев як Атласне дерево, Халмілла, Чорне дерево, Мілла і Палу, а також 2 різновиди, які не зустрічаються в інших парках — Дамінія і Мандоранс.